# Épernay-sous-Gevrey
Épernay-sous-Gevrey is een gemeente in het Franse departement Côte-d'Or (regio Bourgogne-Franche-Comté) en telt 162 inwoners (1999). De plaats maakt deel uit van het arrondissement Dijon.

## Geografie
De oppervlakte van Épernay-sous-Gevrey bedraagt 5,5 km², de bevolkingsdichtheid is 29,5 inwoners per km².
De onderstaande kaart toont de ligging van Épernay-sous-Gevrey met de belangrijkste infrastructuur en aangrenzende gemeenten.

## Demografie
Onderstaande figuur toont het verloop van het inwonertal (bron: INSEE-tellingen).